# Чемпионат Украинской ССР по мини-футболу 1990
Первый розыгрыш чемпионата Украинской ССР по мини-футболу состоялся в 1990 году. Победителем турнира стал днепропетровский «Механизатор».
Решение о проведении чемпионата республики по мини-футболу было принято Госкомитетом по физкультуре и спорту Украинской ССР 20 ноября 1990 года. Проведение турнира было поручено созданному ранее в 1990 году Союзу мини-футбольных клубов Украины, возглавляемому Александром Хандрыгой. Местом проведения чемпионата стал Днепропетровск. Финансирование турнира проводилось за счёт взносов команд-участниц.
В турнире приняло участие пять команд: «Механизатор» (Днепропетровск), «Металлург» (Светловодск), «Факел» (Львов), «Днестровец» (Белгород-Днестровский) и «Заря» (Ровно).. Победителем стал днепропетровский «Механизатор», которым руководили президент клуба Олег Зеликсон, тренер Геннадий Шур и начальник команды Александр Хандрыга.
По ходу всего турнира «Механизатор» владел явным преимуществом, обыграв три команды, занявшие последние места, с общим счётом 32:4. Лишь светловодскому «Металлургу» удалось достойно сыграть с будущим победителем, проиграв со счётом 3:5. Преимущество «Механизатора» объяснялось лучшим развитием мини-футбола в Днепропетровске: в состав сборной СССР по мини-футболу вызывалось четыре игрока днепропетровской команды: Игорь Лищук (вратарь), Владимир Кобзарев, Михаил Уфимцев и Олег Солодовник. За «Механизатор» также выступал выдающийся мини-футболист Константин Ерёменко.
По итогам турнира индивидуальные призы получили:
- лучший вратарь — Игорь Лищук («Механизатор»),
- лучший защитник — Александр Васильченко («Металлург»),
- лучший нападающий — Юрий Миргородский («Механизатор»)
- лучший бомбардир — Руслан Гресько («Факел»).

По результатам сезона звание лучшего игрока досталось игроку «Механизатора» и сборной СССР Владимиру Кобзарёву. Вторым и третьим стали Константин Ерёменко и Олег Солодовник. Кроме них в символическую сборную турнира вошли вратарь Игорь Лещук,  а также полевые игроки Александр Васильченко и Сергей Шаманский.